# Regno di Arles
Il Regno di Arles, Regno delle Due Borgogne o Secondo Regno di Borgogna, fu uno stato medievale sorto a cavallo dell'arco alpino occidentale e lungo il bacino del Rodano. Fu un regno indipendente dal 933 al 1032, poi venne inglobato nel Sacro Romano Impero sino a sciogliersi completamente nel XIV secolo.

## Descrizione
Borgogna Transgiurana
     Borgogna Cisgiurana
     Ducato di Borgogna sotto Riccardo il Giustiziere

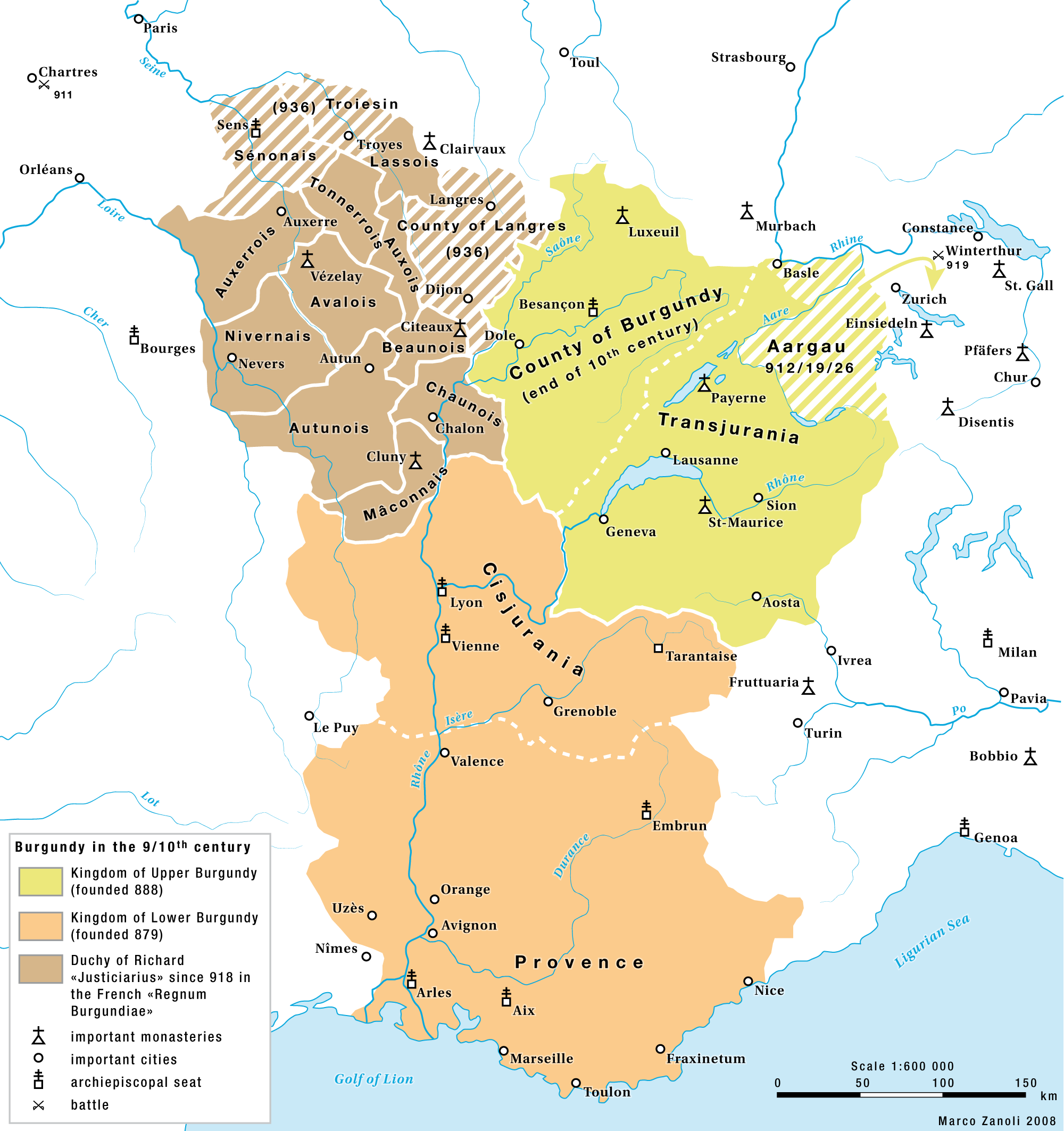
Le tre parti del Regno di Borgogna attorno all'anno 900:
Borgogna Transgiurana
Borgogna Cisgiurana
Ducato di Borgogna sotto Riccardo il Giustiziere

Secondo lo storico francese Paul Fournier il regno di Arles era uno stato nato per volontà politica. Le varie popolazioni che si trovavano sul territorio non erano unite da nessun saldo legame e la struttura del regno era così artificiale che ci volle del tempo affinché il regno stesso fosse accetto anche nella sua denominazione. Alla monarchia non mancava solo il titolo ma anche il potere reale; il potere era nelle mani delle signorie ecclesiastiche di Besançon, Lione e Vienne, poi nelle contee di Vienne, Moriana e Provenza ed infine, verso la fine del X secolo anche nella contea di Borgogna (Franca Contea) e nel marchesato di Provenza.
Anche per la capitale non vi fu una residenza fissa: Arles era trascurata e i re preferirono risiedere a Vienne, mentre quando si recavano in Borgogna risiedevano a volte a Basilea, ma preferivano i monasteri e le abbazie come San Maurizio d'Agauno.

## Storia
Il regno nacque dal patto sottoscritto dal re della Borgogna Transgiurana Rodolfo II e Ugo di Provenza, che governava la Borgogna Cisgiurana (di cui faceva parte anche la Provenza), per conto del Re Ludovico il Cieco, per risolvere la disputa sul trono italiano. Secondo gli accordi, Ugo cedette la Provenza a Rodolfo, che a sua volta rinunciò ad ogni pretesa sul regno d'Italia. Il regno delle due Borgogne così unificato venne chiamato regno di Arles. Nel 1032 morì Rodolfo III e si estinse la dinastia regnante e il Regno di Arles fu conquistato da Corrado II il Salico, finendo per divenire parte del Sacro Romano Impero. Nel contesto di questa successione controversa tra i Rodolfingi e gli imperatori, il conte Umberto I Biancamano riuscì ad ottenere in feudo attorno al 1032-33 alcuni terreni nella vecchia Borgogna Transgiurana che finirono per costituire il nucleo dei domini di Casa Savoia.
Da quel momento gli imperatori furono teoricamente re di Arles ma non tutti si fecero incoronare personalmente. Tra coloro che vennero ufficialmente incoronati vi fu Federico Barbarossa. Nel 1257 Carlo I d'Angiò acquistò dalla casa di Baux i diritti al trono del regno di Arles e quando nel 1280 l'imperatore Rodolfo I d'Asburgo pensò di ricostituire il regno dovette trattare con lui. Fu trovato tra i due sovrani un accordo in seguito al quale l'imperatore avrebbe ricostituito il regno per assegnarlo al figlio Carlo Lo Zoppo, principe di Salerno, che a sua volta avrebbe dovuto cederlo al momento delle nozze tra il nipote di Carlo I, Carlo Martello, e Clemenza, figlia di Rodolfo. Evento che non si realizzò a causa dei Vespri siciliani.

## Elenco dei sovrani
I re della dinastia dei Vecchi Welfen del regno di Arles furono: 
- 933-937: Rodolfo I d'Arles già re della Borgogna Transgiurana.
- 937-993: Corrado I d'Arles detto il Pacifico, figlio del precedente.
- 993-1032: Rodolfo II d'Arles, figlio del precedente.
- 1032–1039: Corrado il Salico, imperatore dei Romani, cugino ed erede di Rodolfo III fu l'ultimo re di Borgogna, in quanto, dopo aver sostenuto una lotta per la successione col conte Oddone II di Blois e di Troyes, anch'egli cugino del defunto re, incorporò il reame di Borgogna nell'impero. Tra l'XI e il XV secolo il regno di Arles continuò ad esistere, associato all'impero, e vari imperatori si recarono in Borgogna o in Provenza per farsi incoronare.